# 선암산
선암산(禪岩山/仙岩山)은 대한민국 경상북도 문경시에 위치한 산이다.
대미산에서 뻗어 내린 산맥이 남쪽으로 운달산과 단산을 거쳐 이루어낸 산으로 큰 홍수가 났을 때 배가 산을 넘어와 서덜지대에 머물렀다는 이야기가 《동국여지승람》에 담겨져있다.